# Johann Eberlin von Günzburg
Johann Eberlin von Günzburg (* um 1470 in Kleinkötz bei Günzburg; † Oktober 1533 in Leutershausen bei Ansbach) war ein reformatorischer deutscher Theologe und sozialer Reformer in Franken.

## Leben und Wirken

### Kindheit und Jugend
Eberlin verlor schon früh seine Eltern. Trotz Hilfe seiner Verwandten erlebte er seine Jugend in schweren Verhältnissen. Durch die Härten des Lebens bekam er schon frühzeitig ein Gefühl dafür, was es heißt, in der Not das Leid zu teilen und so hilfsbereit gegenüber den Leidenden zu sein.
Seine Förderer erkannten alsbald die Fähigkeiten des jungen Mannes und ermöglichten ihm ein Studium an der Universität Ingolstadt. Nach dem Erwerb des Baccalaureats wurde er zunächst Priester in Augsburg. Im Sommer 1489 nahm er erneut ein Studium an der Universität Basel auf, wo er im darauf folgenden Jahr den akademischen Grad eines Magisters erwarb. Auf Wanderschaft gelangte er nach Heilbronn, wo er auf Anraten seiner Verwandten in das Franziskanerkloster eintrat und mit Vehemenz die alte katholische Lehre vertrat.

### Wanderjahre und reformatorische Wende
1519 wechselte er als Lesemeister und Prediger nach Tübingen und erhielt durch den dortigen Humanistischen Kreis ersten Kontakt zu den reformistischen Ideen Martin Luthers. Nachfolgend wurde er Lesemeister und Prediger in Freiburg im Breisgau. In gleicher Funktion wurde er Anfang 1521 in Ulm tätig und begann im lutherischen Sinne zu predigen. Dies wiederum rief seine Ordensbrüder auf den Plan, die ihn vehement anfeindeten. Aufgrund der Auseinandersetzungen zog er die Konsequenz und verließ den Orden.
Er begab sich auf Wanderschaft nach Lauingen, Baden, nach Augsburg und Bern. Während dieser Zeit sah er es als seine Aufgabe, sich in Predigten und Flugblättern für den reformatorischen Glauben einzusetzen. So erschien in Bern seine erste Schrift „Fünfzehn Bundesgenossen“. Seine Tätigkeit in der Schweiz befriedigte ihn jedoch nicht wirklich, sodass er sich nach Wittenberg, dem Ursprungsort der Reformation, begab.
Eingetragen in die Matrikel der Universität Wittenberg, erlebte er eine Zeit, in der die Wittenberger Bewegung durch den Einfluss Luthers abklang. Dies beruhigende Umfeld wirkte sich auch auf Eberlin aus. Maßgeblich von Luther, Philipp Melanchthon und Andreas Bodenstein geprägt, wurden seine Schriften maßvoller. In seinen Schriften wandte er sich zwar noch gegen die Zeremonien der katholischen Kirche und feindete das Klosterleben an, jedoch drängte sich dabei sein volksnaher Betrachtungssinn zum rational erlebbaren Stil.
Im Sommer 1523 begab er sich wiederum auf Wanderschaft nach Ulm, Basel, Rheinfelden und Rothenburg ob der Tauber. Jedoch wurde er nirgends heimisch. Dies schien sich erst zu ändern, als er 1524 in Erfurt heiratete und daselbst eine Anstellung als Prediger fand. Eberlin besaß eine sehr feine Beobachtungsgabe und ein ausgeprägtes Empfinden für soziale Bedürfnisse. Diese Gaben ermöglichten es ihm während der Unruhen des Deutschen Bauernkrieges, in Erfurt und Ilmenau die öffentliche Volkserregung zu besänftigen.

### Johann Eberlin als Reformator in der Stadt und Grafschaft Wertheim 1526–1530
1526 folgte Johann Eberlin einem Ruf des Grafen Georg II. von Wertheim nach Franken. In Wertheim verfasste er seine bedeutenden Schriften Getreue Verwarnung an die Christen in der burgauischen Mark und die deutsche Übersetzung der Germania des Tacitus. Als Theologe verfasste er 1527/28 eine Kirchenordnung für die Grafschaft Wertheim, die Graf Georg II. an Martin Luther und Philipp Melanchthon schickte, die diese wie Johannes Brenz und Andreas Althamer bestätigten.
In der Grafschaft Wertheim war er der erste reformatorische Superintendent und wurde mit dem Titel „Doktor“ angesprochen und episcopus Werthemensis genannt. Jedoch konnte er die Früchte seines Erfolges nicht mehr genießen, denn am 17. April 1530 starb Georg II. und sein Vater Michael II. († 1531) übernahm für ein Jahr die Regentschaft, die dann nach seinem Tod die Ehefrau von Georg II., Barbara von Wertheim († 1561), als vormundschaftliche Regentin fortsetzte. Mit seiner Kritik von der „canzel“ an Amtmann, Schultheiß, Bürgermeister und Rat hatte Johann Eberlin sich ausreichend Feinde geschaffen, so dass der Amtmann Eberhard Hund von Wenkheim in einem Brief sich wünscht: „... der allmechtige werde mir zeit und glück, mich an ihm zu rechen, verleyen.“ Anders als seine Vorgänger in diesem Amt wurde Eberlin nicht wegen theologischen Differenzen entlassen. Seine unumstrittene positive Leistung bezeugt ein Brief von Graf Michael II. von Wertheim, der dabei betont, dass „wir nichtz args von euch wissen“. Seine Entlassung umschreibt der Graf als „... auß treflichen warnungen und ursachen“. Diese können nicht von seinen Amtskollegen kommen, denn Dr. Andreas Hoffrichter, der ihm auf Wunsch von Graf Michael II. als Superintendent folgt, schrieb gemeinsam mit anderen neun Geistlichen bereits am 6. Mai 1530 einen Brief, in dem sie sich für Johann Eberlin einsetzen und vom Grafen verlangten, diesen im Amt des Superintendenten zu lassen. Sie beanstanden, dass Eberlin ohne ein ordentliches rechtliches Verfahren „verjagt werden soll“. Eberlins Gegner, wie u. a. Eberhard Hund von Wenkheim, erzwangen seine Absetzung und verfolgten ihn mit Verleumdungen  auch in seinem neuen Pfarramt in Leutershausen. Seine Kirchenordnung blieb in der Grafschaft erhalten, wie Eberlin selbst in einem Brief 1531 darauf hinweist, dass sowohl Michael II. als auch die Witwe Georgs II., Barbara von Wertheim, befohlen hätten, dass diese „ernstlich zuhalten biß auf diesen Tag“ sei.

### Tod
Als Georg II. 17. April 1530 starb, wurde Eberlin aus dem Dienst entlassen. Deshalb nahm er eine Stelle als Pfarrverweser in Leutershausen an. Hier fasste er jedoch nicht mehr recht Fuß, da seine Härte in der Kirchenzucht auf Widerstand stieß. Nach einer Erkrankung verstarb er im Oktober 1533.

## Würdigung
Eberlin galt neben Luther als der sprachgewandteste und sprachgewaltigste Theologe der beginnenden Reformationszeit. Die sozialen Gedanken, die er in seiner Predigt in den 20er Jahren des 16. Jahrhunderts mit großer Kraft verkündigte, machen diesen schwäbischen Reformator zu einer der interessantesten und anziehendsten Erscheinungen seiner Zeit.
Eberlin stand auch in brieflichen Kontakt mit Frauen der Reformation wie Susanna Truchsess und Argula von Grumbach. So gehörte es zu seiner Überzeugung, dass Gott „zu eym ehrlicheen werckzeug erwelt hat die Edlen frawen Argula von Gumbach“, wobei er die Tapferkeit bewunderte, mit der sie – wie andere Frauen der Reformation auch – ihre Überzeugungen öffentlich vertrat.

## Sein Denken
Im Blick auf den Zölibat hat Eberlin sehr klar Position bezogen. Eine Schrift von 1522 trägt den vielsagenden Titel: Wie gar gefährlich es sei, wenn ein Priester keine Ehefrau hat! Er greift dort mit biblischen und historischen Gründen den Zölibat an und schildert dessen öffentliche Schädlichkeit. Er appelliert an die Bischöfe, ihren Widerstand gegen die Priesterehe aufzugeben.

## Werke
Gesamtausgabe: Sämtliche Schriften (= Flugschriften aus der Reformationszeit, Bd. 11, 15 u. 18). Niemeyer, Halle an der Saale 1896–1920.
- 15 Bundsgenossen. Gengenbach, Basel 1521. (Digitalisat)
- Wider die schender der Creaturen gottes, durch Weyhe[n], oder segnen, des Saltzs, Wasser, Palmen, kraut, wachß, fewr, ayer, Fladen [et]c. 1521. (Digitalisat)
- Sybenn frum[m] aber trostlose pfaffen klagen jre not, ainer dem andern vnd ist niemant der sy tröste. 1521. (Digitalisat)
- Wie gar gfarlich sey. So Ain Priester kain Eeweyb hat. Wye Unchristlich und schedlich aim gmainen Nutz Die menschen seynd. Welche hindern die Pfaffen Am Eelichen stand. Ramminger, Augsburg 1522. (Digitalisat)
- Ain fraintlich trostliche Vermanung an alle frummen Christen, zů Augspurg Am Leech. Darin[n] auch angezaygt würt, wazů der Doc. Martini Luther von Gott gesandt sey. Oeglin, Augsburg 1522. (Digitalisat)
- Ain Biechlin Darin auff iij Frag[e]n geantwurt wirt. 1 Warumb das Ewangelion so ain klainen fürgang hab, 2 Warumb so vil vnruw vnd leyden durch das ewangelion erweckt wirt, 3 Ob man warten sol sollich neüwe rleeren (als man sy nen[n]t) antzunemen biß das sy bewerdt werd[e]n durch ain Concilium oder durch ain reychstag. Ramminger, Augsburg 1523. (Digitalisat)
- Die ander getrew vermanung Joannis Eberlin von Güntzburg, an den Rath der loblichen stadt Ulm, warzunhemen in was unsäglichnn schadnn sy gefürt seint von den welt verfürern, den München und wie man solchem übel entrinnen müge. Ramminger, Augsburg 1523. (Digitalisat)
- Klag vnd antwort von Lutherischen vn[d] Bebstischenn pfaffen vber die Reformacio[n]so neulich zu Regenspurg der priester halben außgange[n] ist im Jar MDxxiiij. 1524. (Digitalisat)
- Mich wundert, das keyn gelt im Land ist. 1524. (Sigitalisat)
- Wider den vnfürsichtigen vnbeschayden außganng viler der Klosterleut auß jren Klöstern darin[n] sie villeicht wol on gottes schmahe hätten mügen wonen. Steiner, Augsburg 1524. (Digitalisat)
- Wie sich eyn diener Gottes wortts ynn all seynem thun halten soll, vnd sonderlich gegen denen, wilchen das Euangelion zuuor nicht geprediget ist, das sie sich nicht ergern. Rhau-Grunenberg, Wittenberg 1525. (Digitalisat)
- Wie sich eyn diener Gottes wortts ynn all seynem thun halten soll, vnd sonderlich gegen denen, wilchen das Euangelion zuuor nicht geprediget ist, das sie sich nicht ergern. Wittenberg 1525. (Digitalisat)
- Ein getrewe warnung an die Christen in der Burgawischen marck, sich auch fürohin zu hüten vor aufrur vnnd vor falschen predigernn. 1525. (Digitalisat)
- Ein zamengelesen buochlin von der teutschen Nation gelegenheit, Sitten vnd gebrauche, durch Cornelium Tacitum vnd etliche andere verzeichnet. 1526.[7]